# Alberto Espina
Alberto Miguel Espina Otero (Santiago, 4 de noviembre de 1956) es un abogado, y político chileno, militante de Renovación Nacional (RN), partido del cual ejerció como presidente entre 1997 y 1999. Desde noviembre de 2020, es consejero del Consejo de Defensa del Estado (CDE), nombrado por el entonces presidente de la República Sebastián Piñera. Se desempeñó como diputado de la República, en representación del antiguo distrito n° 21 (Ñuñoa y Providencia), durante tres periodos consecutivos, desde 1990 hasta 2002. Luego fue senador por la circunscripción 14 (Araucanía Norte) durante dos periodos, entre 2002 y 2018.
Posteriormente, desde el 11 de marzo de 2018 hasta el 28 de julio de 2020, fungió como ministro de Defensa Nacional, en marco del segundo gobierno del presidente Sebastián Piñera.

## Biografía

### Familia y vida personal
Nació el 4 de noviembre de 1956, en Santiago, hijo de Alberto Espina Barros y de María Eliana Otero Lathrop ya fallecida, tiene tres hermanos: uno médico, otra ministro de la Corte de Apelaciones de Santiago y otra hermana. Es sobrino de Miguel Otero Lathrop, quien fuera senador entre 1991 y 1998, en reemplazo del fallecido Jaime Guzmán.
Se casó en 1980[cita requerida] con María Elena Donoso Peña, profesora de educación física, con quien tiene tres hijos.
Ha practicado deporte durante toda su vida. Jugó fútbol y rugby, y actualmente practica ciclismo, tenis y senderismo.

### Estudios
Realizó sus estudios primarios y secundarios en The Grange School, de donde egresó en 1974. Posteriormente, ingresó a la Facultad de Derecho de la Universidad de Chile, donde se tituló de abogado el 30 de agosto de 1982.
Adicionalmente, realizó estudios de seguridad ciudadana, publicados en los medios de comunicación social, sobre las siguientes materias: Estudio sobre libertades provisionales (30/12/2000), venta de drogas en las cercanías de establecimientos educacionales (15/03/2001) venta de drogas en las cercanías de establecimientos educacionales (23/04/2001), venta de drogas en las cercanías de parques, plazas y áreas verdes (23/04/2001), estudio perfil del denunciante que acude a FICED y perfil del traficante denunciado por FICED (06/08/2001), mapa rojo robos y asaltos a la locomoción colectiva (23/08/2001), Estudio Villas y poblaciones o sectores en los que existe alta intensidad de tráfico de drogas (29/10/2001), mapa rojo de la delincuencia (08/04/2002), La batalla contra las drogas se está perdiendo (29/04/2002), estudio de la gravedad del consumo de alcohol en Chile y su consecuencia (10/05/2002), Estudio impunidad de delitos sexuales en Chile (15/07/2002), estudio sobre sitios y páginas web sobre el uso de la violencia en el conflicto mapuche (20/11/2002), estudio programa seguro compromiso 100 (04/08/2003), estudio ventas de drogas en las cercanías de establecimiento educacionales (14/06/2004), estudio 72 villas y poblaciones en que existe un masivo tráfico de drogas (19/07/2004), estudio sobre las investigaciones de tráfico de drogas en la zona poniente de Santiago desde la entrada en vigencia R.P.P. (05/09/2005), estudio delitos de tráfico y microtráfico a nivel nacional (15/05/2007), estudio delitos sexuales a nivel nacional (04/06/2007), estudio de atención y protección a víctimas de delitos en el país (09/10/2007), estudio de villas y poblaciones con altos niveles de delitos graves de tráfico de drogas (07/06/2007), estudio de robos a nivel nacional (13/05/2008), estudio de tráficos y microtráficos a nivel nacional (18/06/2008), estudio de delitos sexuales a nivel nacional (23/11/2008), estudio de villas y poblaciones con altos niveles de delitos graves y tráfico de drogas (30/11/2008) y observatorios en Región Metropolitana (enero 2009).

### Vida laboral
En sus inicios laborales fue ayudante de los departamentos de derecho constitucional, perecho procesal y profesor auxiliar de derecho procesal  de la Facultad de Derecho de la Universidad de Chile. Asimismo entre 1985 y 2002, fue profesor de derecho penal y de instituciones generales de derecho en la Escuela de Carabineros de Chile.
En el ámbito profesional, en 1982 se integró como abogado al estudio jurídico Otero, donde permaneció hasta 1990. En 1993 se incorporó como abogado y socio a la oficina Espina, Hinzpeter, Zepeda y compañía, de la cual se retiró 2013.
Fue director ejecutivo de la oficina de Fiscalización de Denuncias de Delincuencia y de Narcotráfico (FICED). Creada mediante convenio municipal el 31 de mayo del 2000 y complementado por la corporación de derecho privado del mismo nombre y con el mismo objetivo, constituida el 26 de diciembre del año 2000. El objetivo del convenio municipal y de la corporación de derecho privado, ambas sin fines de lucro, fue prestar asesoría a los vecinos mediante la recepción de información de casos de graves delitos, tal como —tráfico de drogas, robos y abusos sexuales— informar de los hechos a Carabineros, la PDI y los Tribunales de Justicia, dar protección a las víctimas, asumir su representación y dar seguimiento de los casos con el objeto de lograr la identificación y condena de los delincuentes. Le correspondió como abogado revisar los casos para determinar su judicialización y la estrategia para lograr el éxito de la investigación, la acusación y la condena de los culpables. En el convenio municipal participaron más de 25 comunas.
FICED recibió 5.385 denuncias de delitos graves, especialmente narcotráfico, robos con violencia y abusos sexuales, correspondientes a 126 comunas de todo el país. De ellos se derivaron a los Tribunales de Justicia 2.104, en los que aparecen involucrados 3.755 personas que vendían drogas, 266 bandas, 409 familias dedicadas al tráfico de drogas, 2.489 puntos específicos de venta, 122 villas, poblaciones o sectores con alta intensidad de tráfico de drogas. Correspondientes a 60 comunas y 105 zonas cercanas a establecimientos educacionales.

## Carrera política

### Inicios
Se inició en las actividades políticas como presidente del Centro de Alumnos de su colegio y dirigente estudiantil opositor al gobierno de la Unidad Popular (UP). En 1983, fue miembro fundador del Movimiento de Unión Nacional (MUN), integrante de su Comisión Política y en 1984, presidente de la juventud del movimiento. El mismo movimiento suscribió posteriormente el «Acuerdo Nacional para la Transición a la Plena Democracia», en agosto de 1985.
Integró el grupo de fundadores del partido de centroderecha Renovación Nacional (RN) y en 1987, formó parte de la primera Comisión Política del partido, cargo que mantuvo hasta 1990. Ese mismo año, asumió como vicepresidente de RN. En 1988, fue electo presidente del distrito Barnechea-Vitacura y posteriormente, asumió la presidencia de la colectividad en la Región Metropolitana.
Una década después, fue elegido como presidente de su partido, cargo que ejerció entre el 25 de junio de 1997 y el 22 de junio de 1999.

### Diputado
En las elecciones parlamentarias de 1989, fue electo diputado en representación del distrito n° 21 de la Región Metropolitana, correspondiente a las comunas de Ñuñoa y Providencia, por el periodo legislativo 1990-1994. Integró las comisiones permanentes de Constitución, Legislación y Justicia, y de Derechos Humanos, Nacionalidad y Ciudadanía. Participó en la Comisión Investigadora sobre Giro de Sumas de Dinero por el Ejército, y en la Comisión Especial sobre Servicios de Inteligencia. Entre 1991 y 1992, fue jefe de bancada de los diputados de RN.
En las elecciones parlamentarias de diciembre de 1993, obtuvo la reelección por el mismo distrito n° 21, por el periodo legislativo 1994-1998. Continuó su trabajo en la Comisión Permanente de Constitución, Legislación y Justicia. Además, integró la Comisión Investigadora de la Entrega de Recursos Públicos para Organizaciones Deportivas; y la Comisión Especial de Educación para la Tramitación de la Ley del Deporte. Paralelamente, entre el 11 de marzo de 1994 y el 14 de marzo de 1995, fue elegido como segundo vicepresidente de la Cámara.
En las elecciones parlamentarias de diciembre de 1997, obtuvo su segunda y última reelección como diputado por el mismo distrito n° 21, para el período 1998-2002. Integró la Comisión Permanente de Constitución, Legislación y Justicia; y las comisiones especiales de Ciencia y Tecnología, para la Tramitación de la Ley sobre Comunicaciones Electrónicas, de Seguridad Ciudadana, y de Drogas. Presidió la Comisión Investigadora de Sectas Religiosas.
De forma paralela, en 1999 formó parte del comando central de la candidatura presidencial del militante de la Unión Demócrata Independiente (UDI): Joaquín Lavín.

### Senador

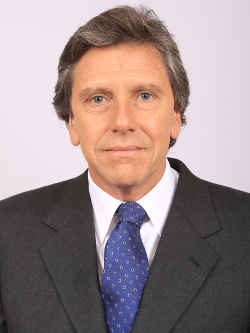
Fotografía oficial de Alberto Espina como senador en marzo de 2010.

En las elecciones de diciembre de 2001, fue electo senador por la 14° Circunscripción (Araucanía Norte), por el periodo legislativo 2002-2010. Allí integró y presidió las comisiones permanentes de Constitución, Legislación, Justicia y Reglamento, y de Agricultura. Además, participó en las comisiones permanentes de Salud, y de Seguridad Ciudadana. En 2002, fue jefe del Comité de senadores de Renovación Nacional (RN).
Paralelamente a su actividad senatorial, en 2005 fue jefe político de la candidatura presidencial de su compañero de partido, Sebastián Piñera.
En las elecciones parlamentarias de diciembre de 2009, resultó reelecto por la misma 14° Circunscripción, por el periodo 2010-2018. Fue integrante de las comisiones de Constitución, Legislación, Justicia y de Reglamento; y de Agricultura. En 2014 integró las comisiones permanentes de Constitución, Legislación, Justicia y Reglamento; y de Gobierno, Descentralización y Regionalización. En la que se mantuvo hasta 2015, cuando fue electo su presidente el 17 de marzo de ese año. También desde julio de 2014, fue miembro de la Comisión Especial de Seguridad Ciudadana. En 2015 se sumó a a las comisiones permanentes de Medio Ambiente y Bienes Nacionales; y a la Comisión Bicameral encargada de dar cumplimiento al artículo n° 6 del Convenio n° 169 de la Organización Internacional del Trabajo (OIT).

#### Labor parlamentaria

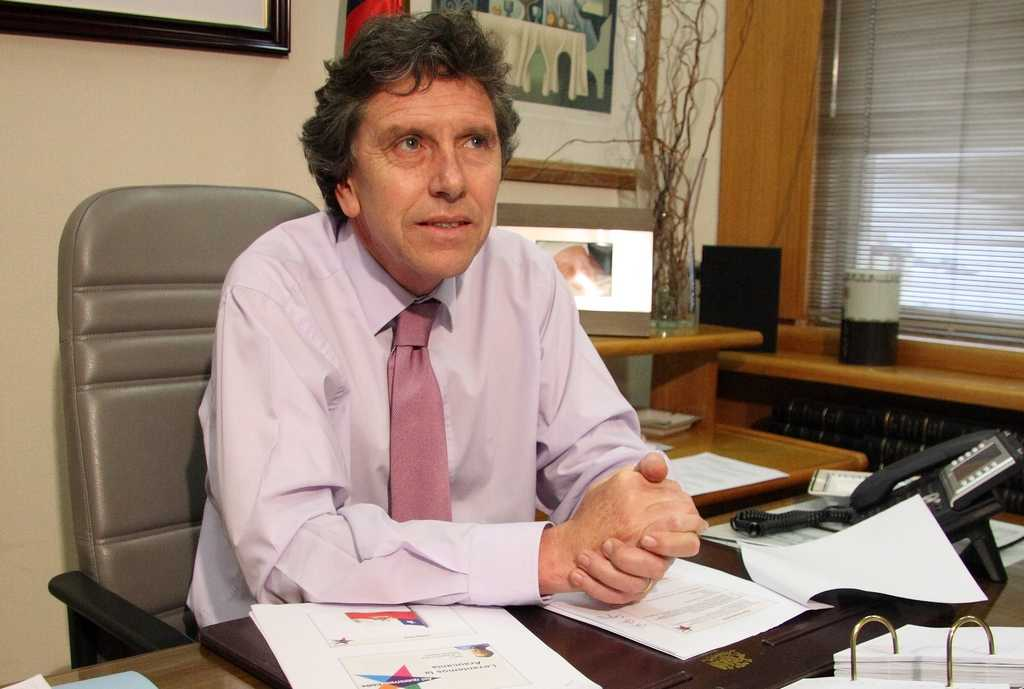
Espina en su oficina personal en el Congreso, 2009.

El 31 de mayo del año 2000, creó la Oficina de Fiscalización Contra el Delito (FICED), mediante un convenio suscrito por un conjunto de municipalidades, y asumió como director ejecutivo. El objetivo de esta oficina es realizar actividades de prevención del consumo de drogas, estudios en materia de seguridad ciudadana, y asesorar a víctimas de delitos como tráfico de drogas, robos, homicidios, lesiones y abusos sexuales.
Durante su trayectoria parlamentaria, ha centrado su preocupación en la delincuencia y la seguridad ciudadana participando en algunas mociones que han llegado a ser ley, como el fortalecimiento de la legítima defensa; la facilitación para la investigación de los delitos de hurto y robo y la creación de la protección al testigo; la facilitación para la investigación de las lesiones; la modificación a las normas sobre secuestro; el fortalecimiento del deporte amateur y la creación de incentivos para la empresa privada; la prevención y sanción a la violencia en los estadios; la creación de las fiscalías municipales; el fomento a la educación técnico-profesional; la protección a los derechos del niño hospitalizado; la sanción a la trata de blancas y el comercio de menores; la modernización de la legislación de los futbolistas profesionales; la agilización a los juicios penales; la sanción al tráfico ilícito de drogas y estupefacientes; la modificación a la legislación de la vigilancia privada; la facilitación a la acción de Carabineros e Investigaciones; la modificación a las normas sobre libertad provisional; la facilitación a la participación de deportistas seleccionados nacionales, para representar al país; la modificación de las normas sobre corrupción, cohecho, tráfico de influencias y uso indebido de información privilegiada; la fijación de normas para hacer más eficaz la función policial; el fortalecimiento de la facultad de fiscalización de la Cámara de Diputados; la regulación de las comunicaciones electrónicas; la reforma constitucional sobre normativa aplicable a delitos de narcotráfico; el aseguramiento de los derechos de los ciudadanos para observar partidos de la selección nacional de fútbol por canales de televisión abiertos; la modificación al control de identidad; la que consagra el delito de desaparición forzada de personas; la reforma constitucional que establece inhabilidades para el ejercicio de cargos públicos en caso de dependencia de drogas; la modificación a la ley de conductas terroristas; y la modificación a la Ley Orgánica Constitucional (LOC) sobre Municipalidades respecto de inhabilidades de funcionarios públicos en relación con autoridades electas.
En 2014 fue autor de la propuesta por la «paz social» en La Araucanía, iniciativa en la que participaron más de un centenar de líderes mapuches, agricultores, parceleros, víctimas de la violencia, y contó con el respaldo de los expresidentes de la República Eduardo Frei Ruiz-Tagle, Ricardo Lagos, el presidente Sebastián Piñera y fue entregada a la entonces presidenta Michelle Bachelet en el Palacio de La Moneda.[cita requerida]

### Dirigente de Chile Vamos y Ministro Defensa Nacional
Dirigió la propuesta constitucional de la coalición política Chile Vamos y fue el coordinador del programa de gobierno de RN, el que se entregó al candidato presidencial Sebastián Piñera, y cuyos contenidos se incorporaron al programa final de su candidatura, en 2017.
El 11 de marzo de 2018, fue designado como ministro de Defensa Nacional, bajo el segundo gobierno de Sebastián Piñera. En ese cargo, impulsó una amplia agenda de probidad para dicho sector, en la que se incluyen, entre otras iniciativas, un convenio de colaboración con la Contraloría General de la República (CGR), un comité de auditoría externa y un comité de transparencia integrado por los órganos de la Defensa. Durante su gestión se aprobó la ley que establece un nuevo sistema de financiamiento de las Fuerzas Armadas que puso fin a la ley reservada del cobre; asimismo se aprobó la ley que establece mayor control sobre los gastos reservados, y se tramitó íntegramente el Estatuto Antártico Chileno. En octubre de 2019 fue electo unánimemente por sus pares como presidente de la Conferencia de Ministros de Defensa de las Américas.
Permaneció en la titularidad del ministerio hasta el 28 de julio de 2020, fecha en que presentó su renuncia y fue reemplazado por Mario Desbordes.

### Actividades posteriores
En noviembre de 2020, fue designado como abogado-consejero del Consejo de Defensa del Estado (CDE), por el presidente de la República Sebastián Piñera. En el CDE, pasó a integrar el Comité Laboral-Medioambiental.

## Historial electoral

### Elecciones parlamentarias de 1989
- Elecciones parlamentarias de 1989, candidato a diputado por el distrito 21 (Ñuñoa y Providencia)[9]

### Elecciones parlamentarias de 1993
- Elecciones parlamentarias de 1993, candidato a diputado por el distrito 21 (Providencia y Ñuñoa)[10]

### Elecciones parlamentarias de 1997
- Elecciones parlamentarias de 1997, candidato a diputado por el distrito 21 (Providencia y Ñuñoa)[11]

### Elecciones parlamentarias de 2001
- Elecciones parlamentarias de 2001, candidato a senador por la Circunscripción 14 (Araucanía Norte)[12]

### Elecciones parlamentarias de 2009
- Elecciones parlamentarias de 2009, candidato a senador por la Circunscripción 14 (Araucanía Norte)[13]